# Трутовик лускатий

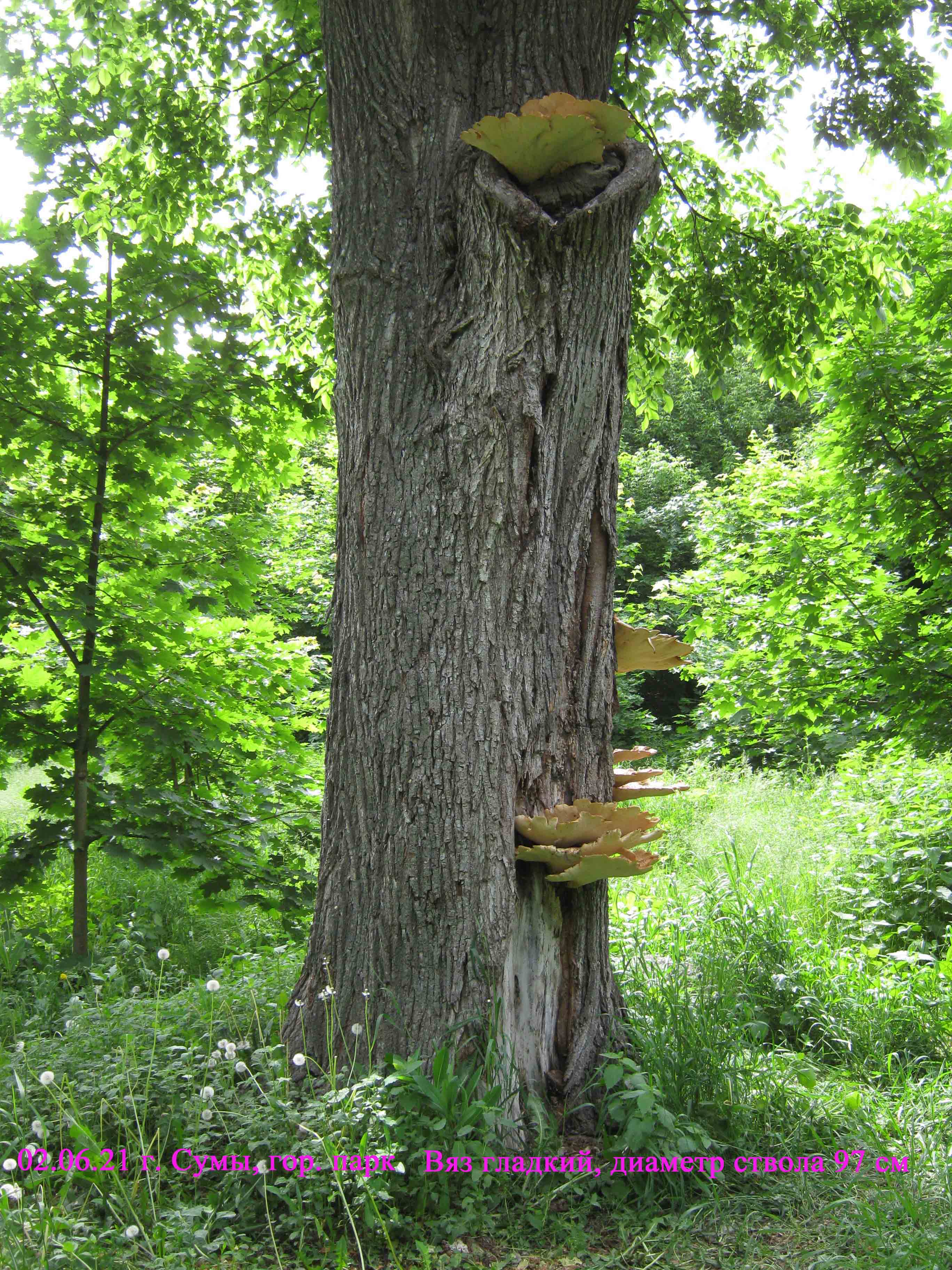
Трутовик лускатий на в'язі гладкому

Трутовик лускатий (Polyporus squamosus) — вид базидіомікотових деревних грибів родини трутовикові (Polyporaceae). Росте поодинці або групами з кінця квітня до кінця серпня. Зустрічається на стовбурах листяних порід дерев, особливо в'язів, і в широколистяних лісах. Його поява сприяє розвитку на деревині білої центральної гнилі. Молоді плодові тіла трутовика лускатого їстівні.

## Поширення
Широко поширений вид, на схід від Скелястих гір в США і по всій Європі. Зазвичай плодові тіла розвивається навесні, рідше — і восени, іноді і влітку.

## Опис
Шапинка гриба спочатку ниркоподібна, а потім розпростерта, діаметром близько 40 см. Її поверхня суха, матова, сірувато-жовта, густо всіяна дрібними лусочками бурого кольору, розташованими колами. Спороносний шар трубчастий, пористий, великозернистий. Ніжка ексцентрична, рідше збоку, висотою близько 10 см і діаметром близько 4 см. Її поверхня гладка, суха, вгорі світла з тонким сітчастим малюнком, а внизу бура, майже чорна. М'якоть товста, м'ясиста, пружна, у зрілих грибів жорстка, дерев'яниста, з ледь відчутним борошнистим запахом.

## Використання
Трутовик лускатий відноситься до четвертої категорії грибів. Має хороші смакові якості, універсальний у вжитку. У їжу використовуються тільки молоді гриби.

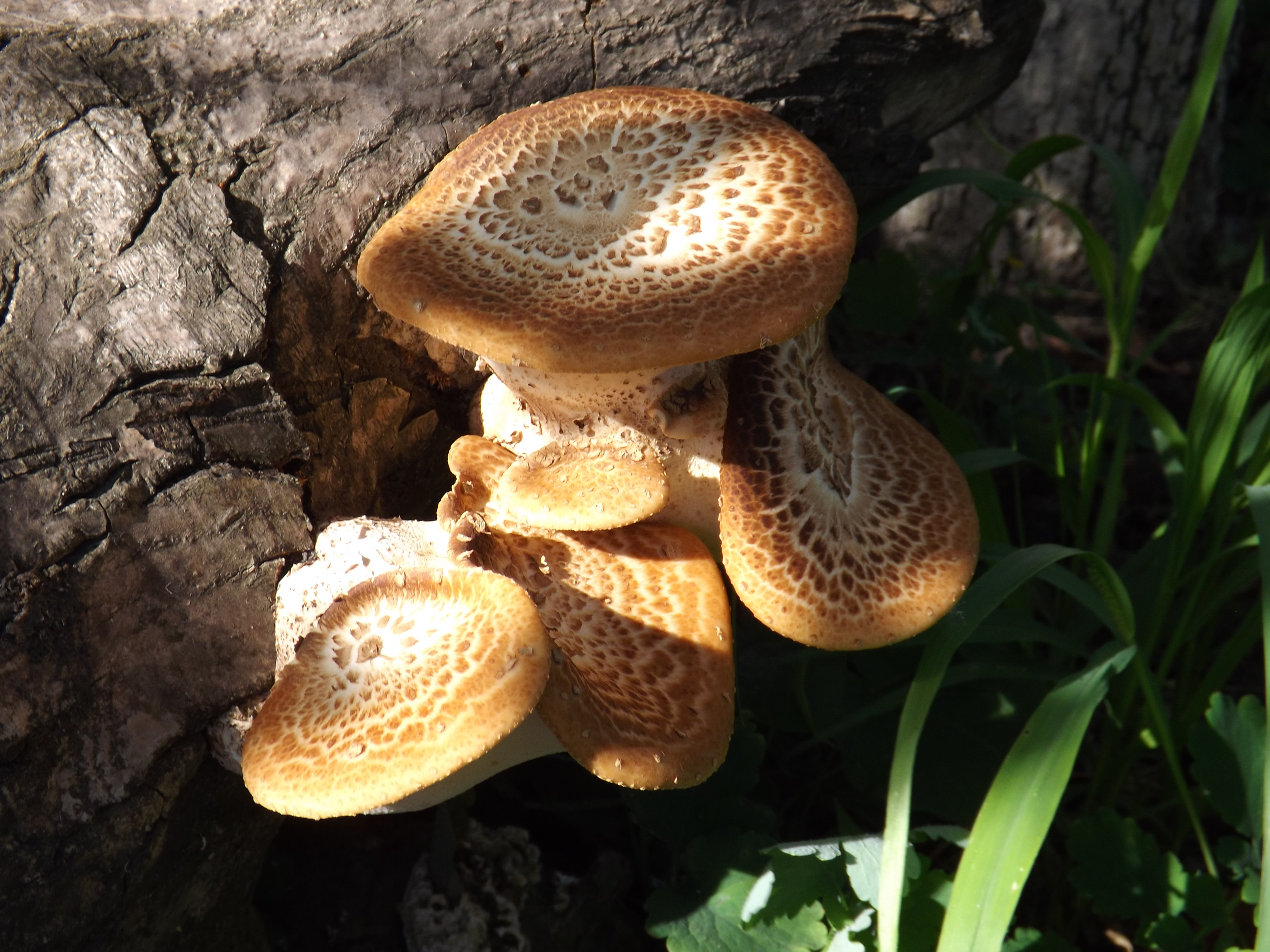
Трутовик лускатий

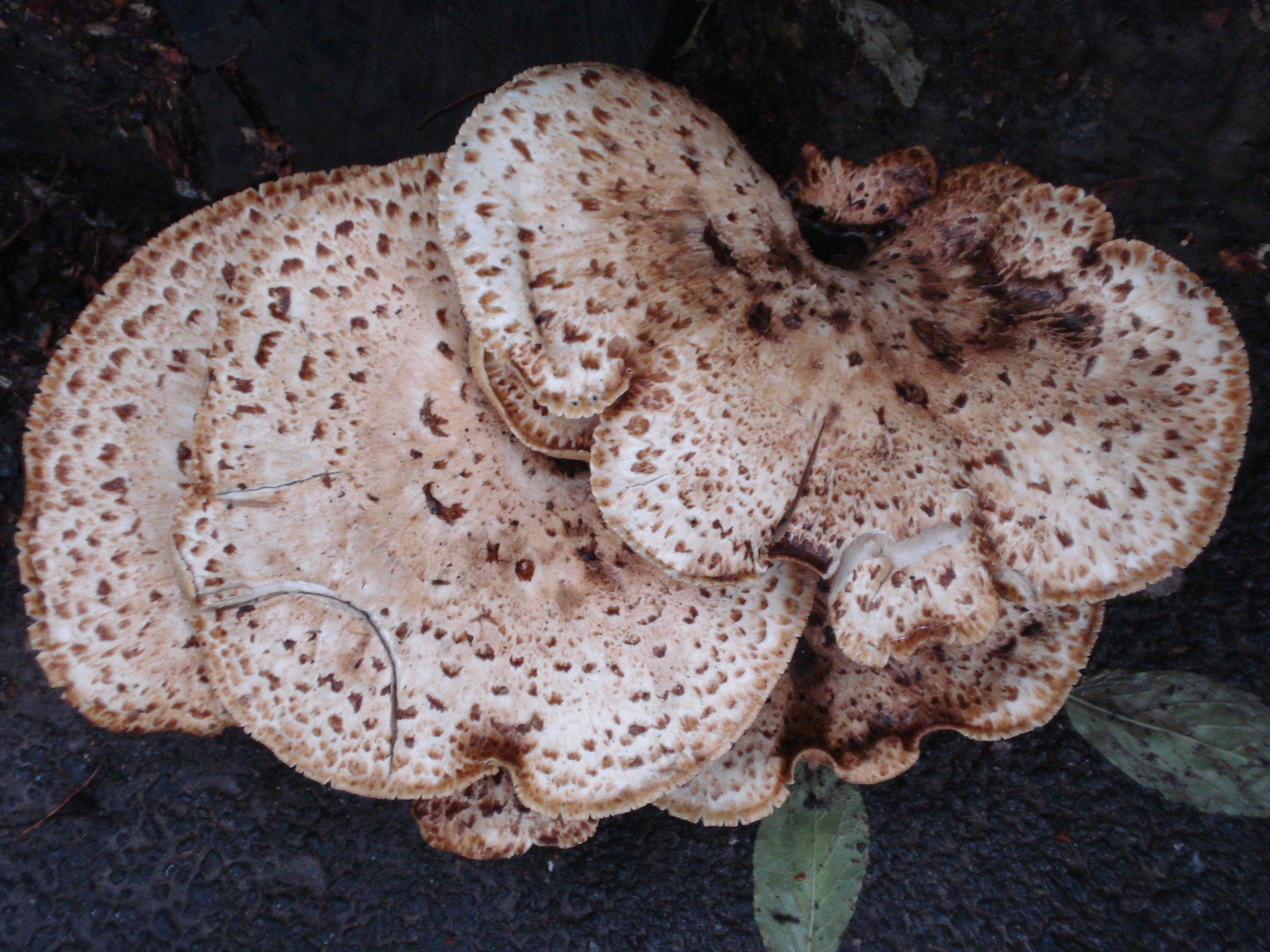

## Синоніми
- Agarico-pulpa ulmi Paulet
- Boletus cellulosus Lightf.
- Boletus juglandis Schaeff.
- Boletus maximus Schumach.
- Boletus michelii (Fr.) Pollini
- Boletus polymorphus Bull.
- Boletus rangiferinus Bolton
- Boletus squamosus Huds.
- Bresadolia caucasica Shestunov
- Bresadolia paradoxa Speg.
- Bresadolia squamosa (Huds.) Teixeira
- Cerioporus michelii (Fr.) Quél.
- Cerioporus rostkowii (Fr.) Quél.
- Cerioporus squamosus (Huds.) Quél.
- Favolus squamosus (Huds.) Ames
- Melanopus squamosus (Huds.) Pat.
- Polyporellus rostkowii (Fr.) P. Karst.
- Polyporellus squamatus (Lloyd) Pilát
- Polyporellus squamosus (Huds.) P. Karst.
- Polyporellus squamosus f. rostkowii (Fr.) Pilát
- Polyporus alpinus Saut.
- Polyporus caudicinus Murrill
- Polyporus dissectus Letell.
- Polyporus flabelliformis Pers.
- Polyporus flabelliformis Pers.
- Polyporus infundibuliformis Rostk.
- Polyporus juglandis (Schaeff.) Pers.
- Polyporus michelii Fr.
- Polyporus pallidus Schulzer
- Polyporus retirugis (Bres.) Ryvarden
- Polyporus rostkowii Fr.
- Polyporus squamatus Lloyd
- Polyporus squamosus f. michelii (Fr.) Bondartsev
- Polyporus squamosus f. rostkowii (Fr.) Bondartsev
- Polyporus squamosus var. maculatus Velen.
- Polyporus squamosus var. polymorphus (Bull.) P.W. Graff
- Polyporus ulmi Paulet
- Polyporus westii Murrill
- Trametes retirugis Bres.